# Basilika La Merced (Córdoba)

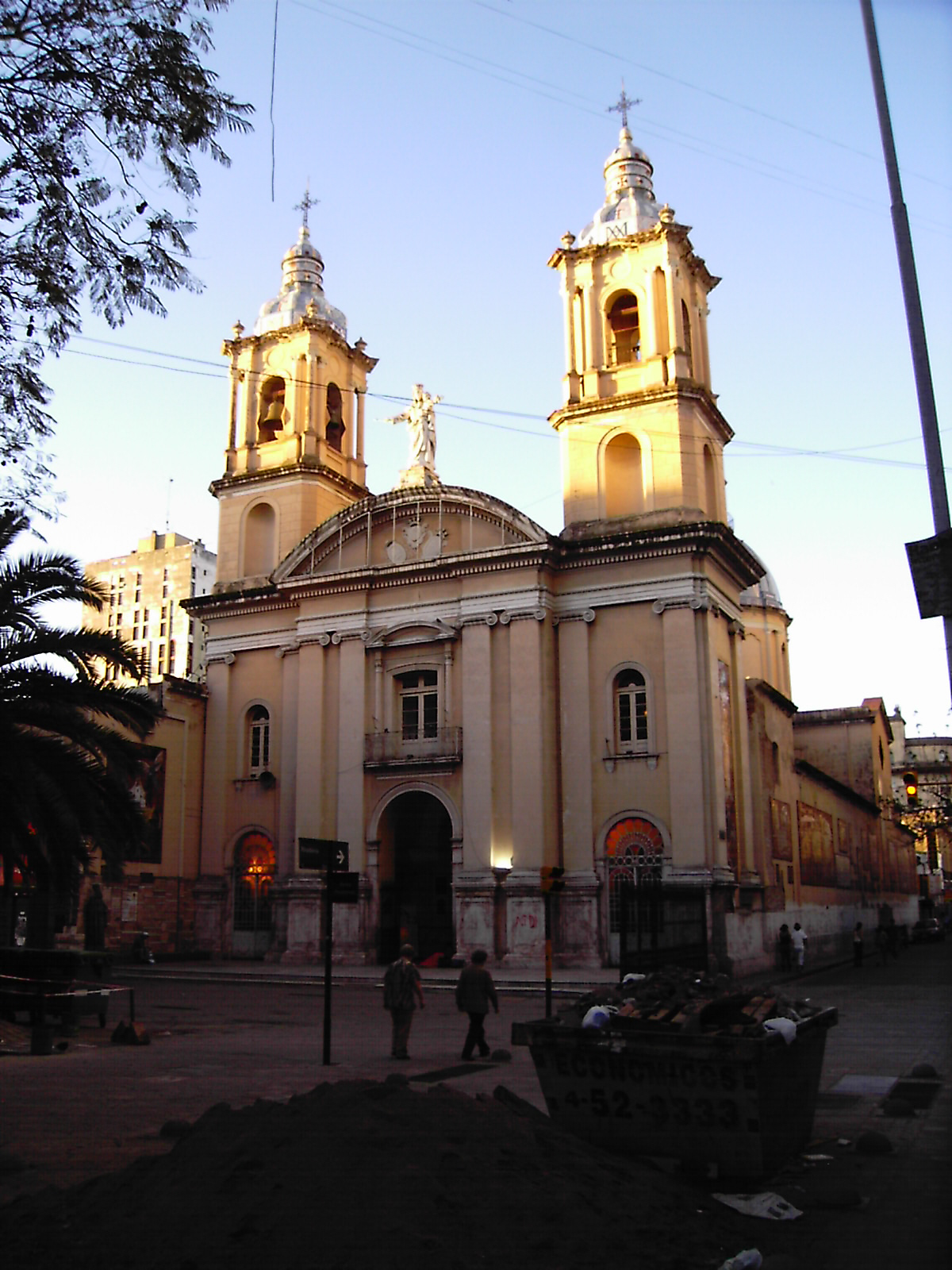
Fassade der Basilika, 2006

Die Basílica Nuestra Señora de la Merced (deutsch Basilika Unserer Lieben Frau der Barmherzigkeit) ist eine römisch-katholische Kirche in der Provinzhauptstadt Córdoba, Argentinien. Die Kirche des Erzbistums Córdoba trägt den Titel einer Basilica minor.

## Geschichte
Die Kirche geht auf das angrenzende Mercedarierkloster St. Laurentius zurück, das im Jahr 1601 genehmigt wurde. Der Konvent von San Lorenzo Mártir war das Ausbildungshaus des Ordens, in dem eine große Anzahl von Priestern zusammenkamen. Zu dieser Zeit wurde die Basilika der Barmherzigkeit, in den Worten der Bischöfe von Córdoba, „der Beichtstuhl von Córdoba“. 
Die heutige Basilika mit dem Patrozinium Maria vom Loskauf der Gefangenen wurde ebenfalls als Klosterkirche errichtet. Für diesen dritten Bau konnte 1869 abschließend die Hauptfassade als Arbeit der italienischen Architekten Bettoli und Kanepa fertiggestellt werden. Die Kirche wurde 1926 durch Papst Pius XI. in den Rang einer Basilica minor erhoben.

## Bauwerk
Im Eklektizismus wurden verschiedene historisierende Stile wie italienischer Klassizismus mit Verweisen auf römische Basiliken und deutsche Turmspitzen zusammengeführt. Die dreischiffige Kirche mit einem Querschiff besitzt die Bauform einer Basilika. Die Säulenreihen zu den Seitenschiffen mit ihren Nebenaltären sind rechteckig und massiv ausgeführt. Der lange Chor schließt mit einer dreiseitigen Apsis ab. Das farbig dekorierte Tonnengewölbe des Hauptschiffs öffnet sich mit Stichkappen zu den Fenstern des Obergadens. Die Vierungskuppel erhebt über einem Tambour. Vieles ist marmorartig verkleidet.
Von den Vorgängerkirchen ist die barocke Kanzel von 1776 erhalten, deren Reichtum in Argentinien nur durch die Kathedralkirche von Jujuy übertroffen wird, sowie der Altar aus dem späten 18. Jahrhundert und das kunstfertige Hauptportal aus paraguayischem Zedernholz.